# Living Planet Programme
El Living Planet Programme (LPP en les seves sigles en anglès, en català «programa planeta viu») és un programa de l'Agència Espacial Europea, que és administrat per la Direcció de Programes d'Observació de la Terra. El LPP es compon de dues classes de missions d'observació de la Terra (vegeu la llista més avall), incloses les missions de recerca conegudes com a Earth Explorers («exploradors de la Terra»), i la classe de missions Earth Watch («observació terrestre»), l'objectiu és desenvolupar aplicacions de suport operatius com ara la predicció meteorològica numèrica o la gestió de recursos.

## Missions
En l'actualitat hi ha sis missions Earth Explorer aprovades, tres dels quals estan en òrbita i operatives:
- GOCE és un satèl·lit per a la mesura del Camp de Gravitatori i Explorador de la Circulació Oceànica en règim permanent. Va ser llançat el 17 març 2009[2]

- SMOS és un satèl·lit per a la mesura de la Humitat del Sòl i Salinitat de l'Oceà.[3][4] Mesura la salinitat dels oceans i la humitat del sòl. Fou llençat el 2 de novembre de 2009.[5]

- CryoSat és un satèl·lit per a cartografiar la coberta de gel de la Terra.

- Cryosat-1 es va perdre el 2005 quan la llençadora russa Rókot SS-19 no va funcionar i va ser destruït.
- CryoSat-2 Fou llançat el 8 d'abril 2010.

- Aeolus és un satèl·lit per a mesurar la dinàmica atmosfèrica mitjançant un innovador làser per mesurar els vents. El seu llançament està previst pel 2014.

- Swarm és un trio de satèl·lits per cartografiar el magnetisme de la Terra. El seu llançament estava previst pel 2012[6] i fou estat posposat pel novembre del 2013.[7]

- EarthCARE és un satèl·lit que examinarà la formació i els efectes dels núvols[8] que es llançarà el 2015.